# Альвін Шокемеле
Альвін Шокемеле (нім. Alwin Schockemöhle, 29 травня 1937) — німецький вершник.
Учасник Олімпійських Ігор 1960, 1968, 1976 років.